# 類聚雑要抄

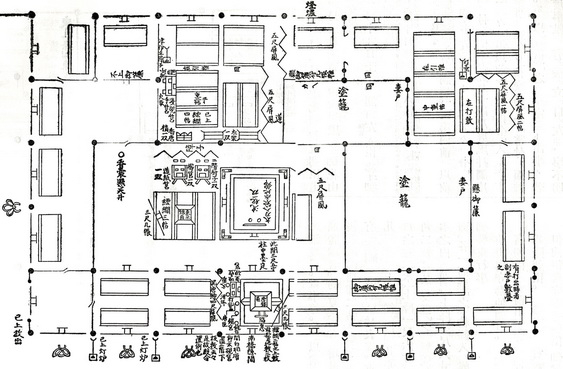
『類聚雑要抄』巻第二にある東三条殿・寝殿の指図

類聚雑要抄（るいじゅうぞうようしょう）は、寝殿造の室礼と調度を記した古文書である。

## 概要
平安時代後期の摂関家寝殿の室礼(しつらえ)をその実務者が記したもので、寝殿造の実像を知る上で欠かせない史料である。編者は不明だが、その記述内容から摂関家家司の藤原親隆が久安2年（1146年）頃に作成したと思われている。
四巻からなり、各巻の内容は以下の通り。

## 各巻の内容

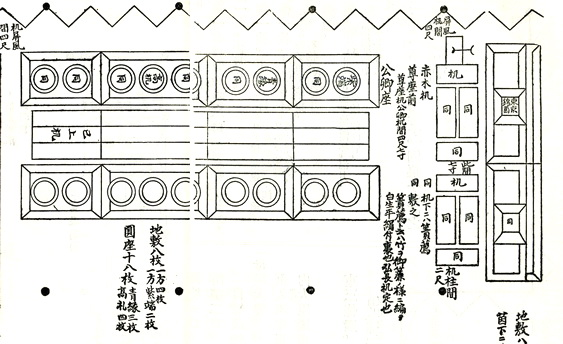
『類聚雑要抄』巻第一にある東三条殿・寝殿で行われた「正月大饗」の指図

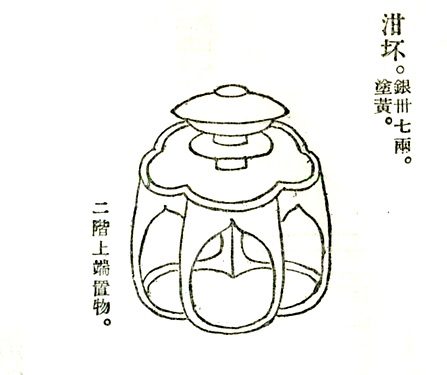
「類聚雑要抄・巻4」にある泔坏

一巻
儀式・饗宴の時の献立に加えて宴席の配置などが建築指図とともに示されていることが多い。特に永久3年（1115年）、東三条殿母屋での正月大饗の席の配置図、保延2年（1136年）12月9日「内大臣殿庇大饗の差図東三条殿」がある。
二巻
家具調度とその鏑設に関する資料をまとめたもの。永久3年（1115年）7月21日の藤原忠実の東三条殿への移徙の室礼では、儀式の場でないため通常は貴族の日記などにも残らない寝殿の北側まで含んだ室礼や、侍廊、二棟廊（出居）、台盤所、随身所の室礼まで掲載されている。その他、小野宮殿母屋・南庇の指図もある。
障子帳の雑事も「土居四枝、長さ八尺六寸、厚さ三寸、弘さ四寸半、面の弘さ五分、樋の弘さ七分、同深さ六分」などと非常に細かく、その工料の記載まである。その記述の中に「銅細工散位正則」などとあり、最高級の銅細工師は従五位下ぐらいの位階を持っていたことが判る。
三巻
永久3年（1115年）の内大臣藤原忠通五節の舞姫進上の際の雑事の資料。
後半部には藤原忠長の五節舞姫進上の儀式の実施要領ともいえる雑事の定文を引用し、五節の時の調度・装束から禄にいたるまで詳細に記述されている。
四巻
当時最高級の寝殿母屋の調度の目録を中心とした資料で、ここでも各調度の図や大きさだけでなく、調度の製作に必要な材料や費用についても詳しい記載が見られる。